# Епархия Джайпура
Епархия Джайпура (лат. Dioecesis Iaipurensis) — епархия Римско-Католической церкви c центром в городе Джайпур, Индия. Епархия Джайпура входит в митрополию Агры. Кафедральным собором епархии Джайпура является собор Успения Пресвятой Девы Марии.

## История
20 июля 2005 года Римский папа Бенедикт XVI выпустил буллу Evangelicum studium, которой учредил епархию Джайпура, выделив её из епархии Аджмера-Джайпура (сегодня -  Аджмера).

## Ординарии епархии
- епископ Oswald Lewis (20.07.2005 — по настоящее время).

## Источник
- Annuario Pontificio, Libreria Editrice Vaticana, Città del Vaticano, 2003, ISBN 88-209-7422-3
- Булла Evangelicum studium  (лат.)